# Giardini Lowe
I giardini Lowe sono situati nel comune di Bordighera, in via Vittorio Veneto, in provincia di Imperia.

## Storia
I giardini Lowe sono uno dei tanti regali degli inglesi alla città da loro amata e frequentata. Il 26 aprile 1902, Charles Henry Lowe donò questi giardini alla città, con una finalità precisa : « …per favorire il riposo delle persone in età avanzata e di salute fragile ». Il giardino contiene più di 60 ulivi centenari, oltre a un vecchissimo Pinus pinea, una Grevillea robusta e numerose palme fra cui una Butia capitata. Il giardino è rimasto pressoché immutato dall'atto della donazione, fatta eccezione per la realizzazione di una piattaforma che permette di organizzare dei concerti all'aperto nel periodo estivo.
Charles Henry Lowe donò alla città anche il terreno per costruire un piccolo teatro, il Victoria Hall, che serviva anche per ospitare delle esposizioni, come quella rimasta famosa a Bordighera di Hermann Nestel. L'edificio oggi è stato riconvertito in residenza privata e si trova al 40 di via Vittorio Veneto.
Tuttavia il primo dono di Lowe alla città fu il Lawn Tennis Club, ufficialmente riconosciuto come il più antico d'Italia, perché costruito nel 1878, solo un anno dopo i terreni di Wimbledon. Charles Henry Lowe fu infatti il primo presidente del club. Una placca commemorativa, posta sul terreno più vecchio, ricorda l'arrivo della "magica cassa" del maggiore Walter Clopton Wingfield che conteneva: una rete, due racchette e quattro palline da tennis. Charles Henry Lowe fu il primo presidente del Club. Agli inizi il tennis era visto come un momento ludico, in attesa dell'ora del tè. Tuttavia col passare del tempo il gioco del tennis acquista popolarità ed il Tennis Club di Bordighera diventò uno dei più forti della Riviera, sorpassando anche il club di Monaco. Al famoso club, si aggiunse anche una famosa fabbrica di racchette le "Sirt" (Società Italiana Racchette Tennis), fabbricate in via Roberto, a due passi dal club. Questo periodo di gloria tuttavia si concluse con la seconda guerra mondiale, quando molti dei membri del club morirono o partirono definitivamente. Il club venne bombardato ed alla fine della guerra si passò dai 15 terreni a solo 3.
Il Lawn Tennis Club di Bordighera esiste ancora oggi, conta sei campi e si trova al 15 di via Antonio Stoppani, a pochi metri dai Giardini Lowe e dal Victoria Hall.

## Galleria d'immagini

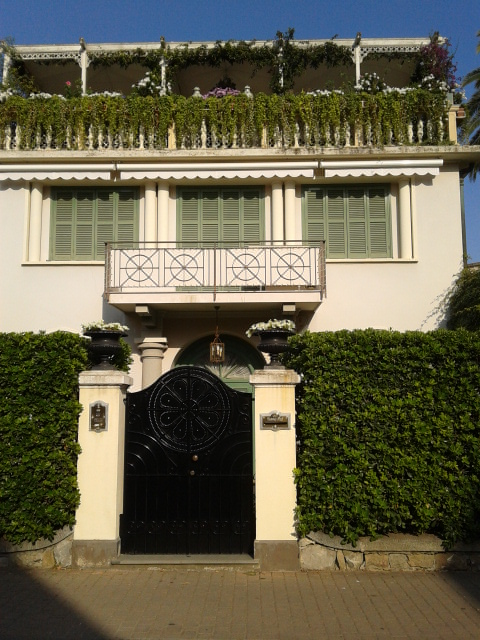
Victoria Hall, facciata
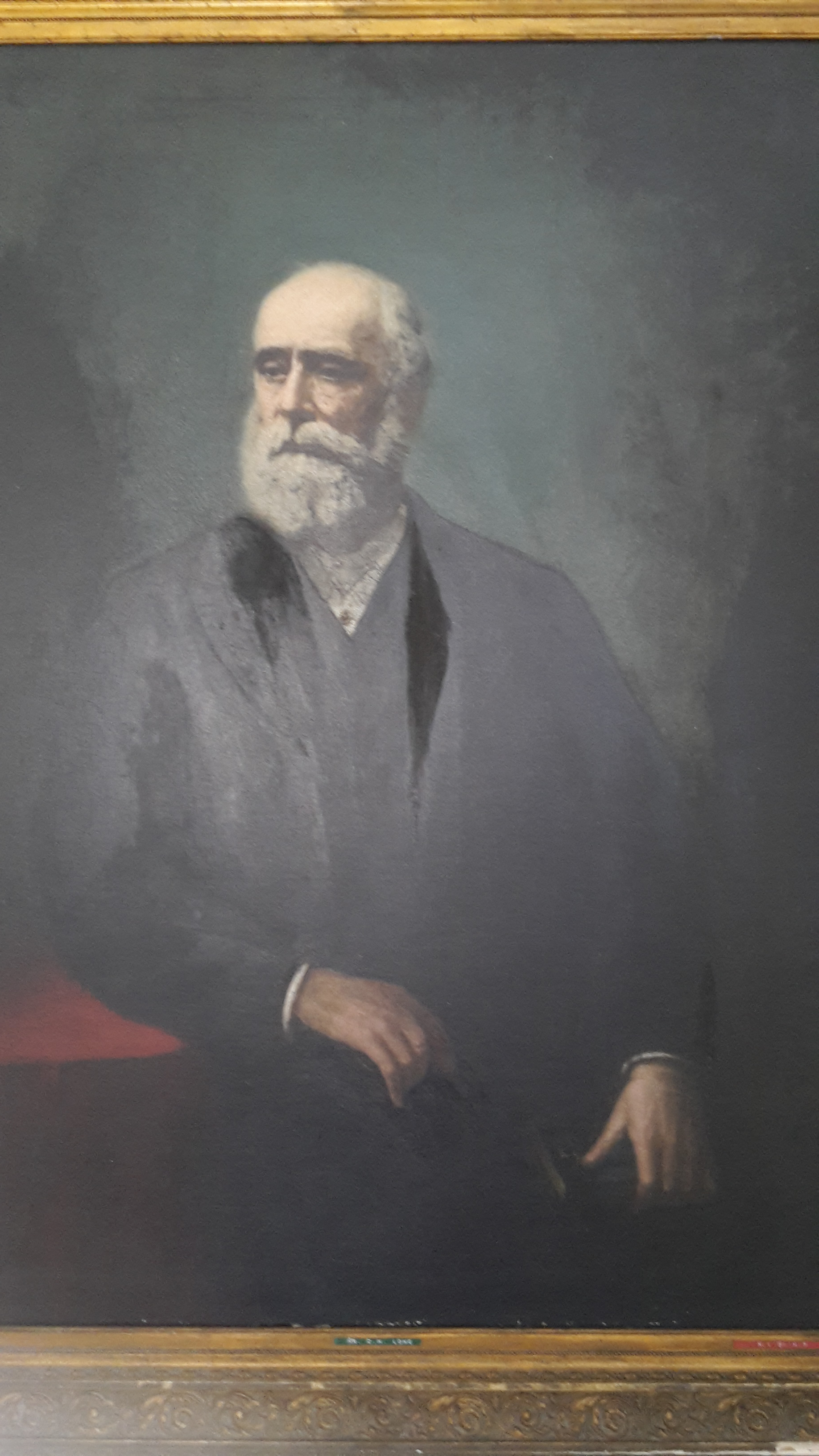
Ritratto di Charles Henry Lowe, conservato nelle sale del comune di Bordighera
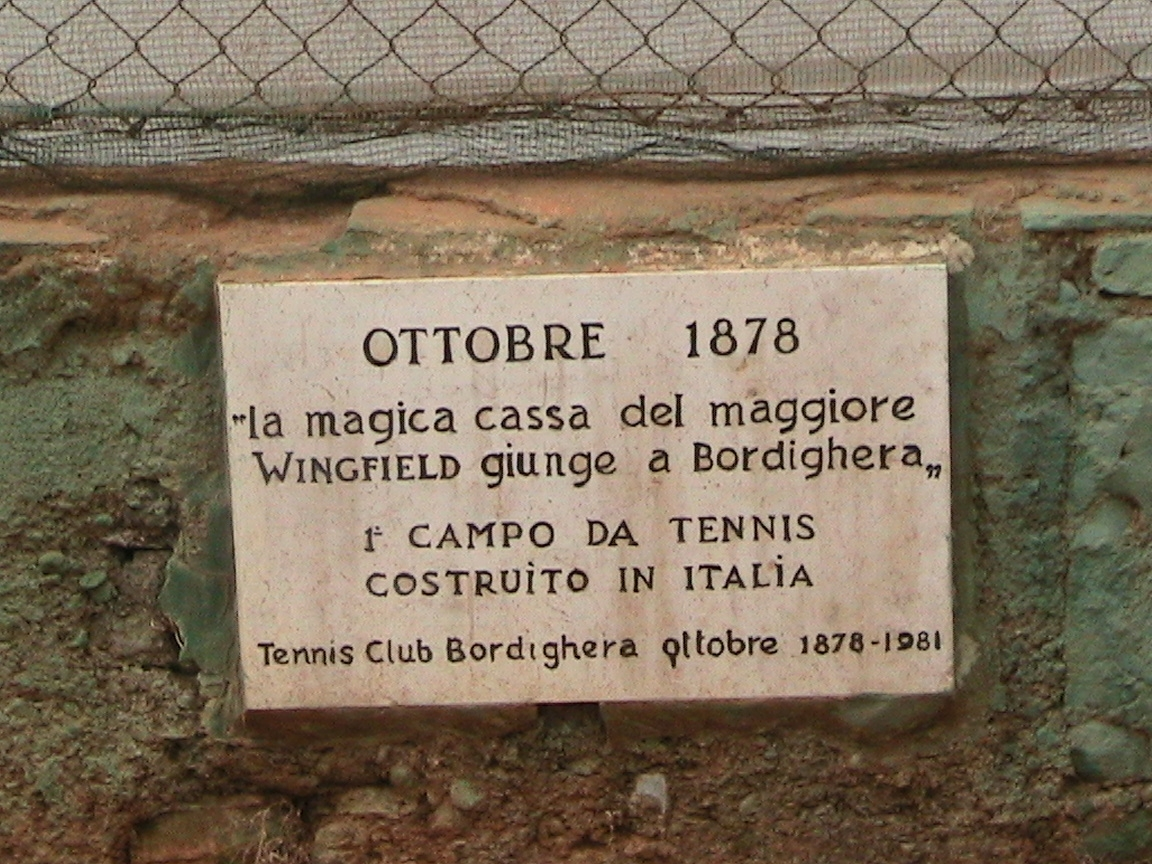
Placca "I° campo da tennis costruito in Italia"
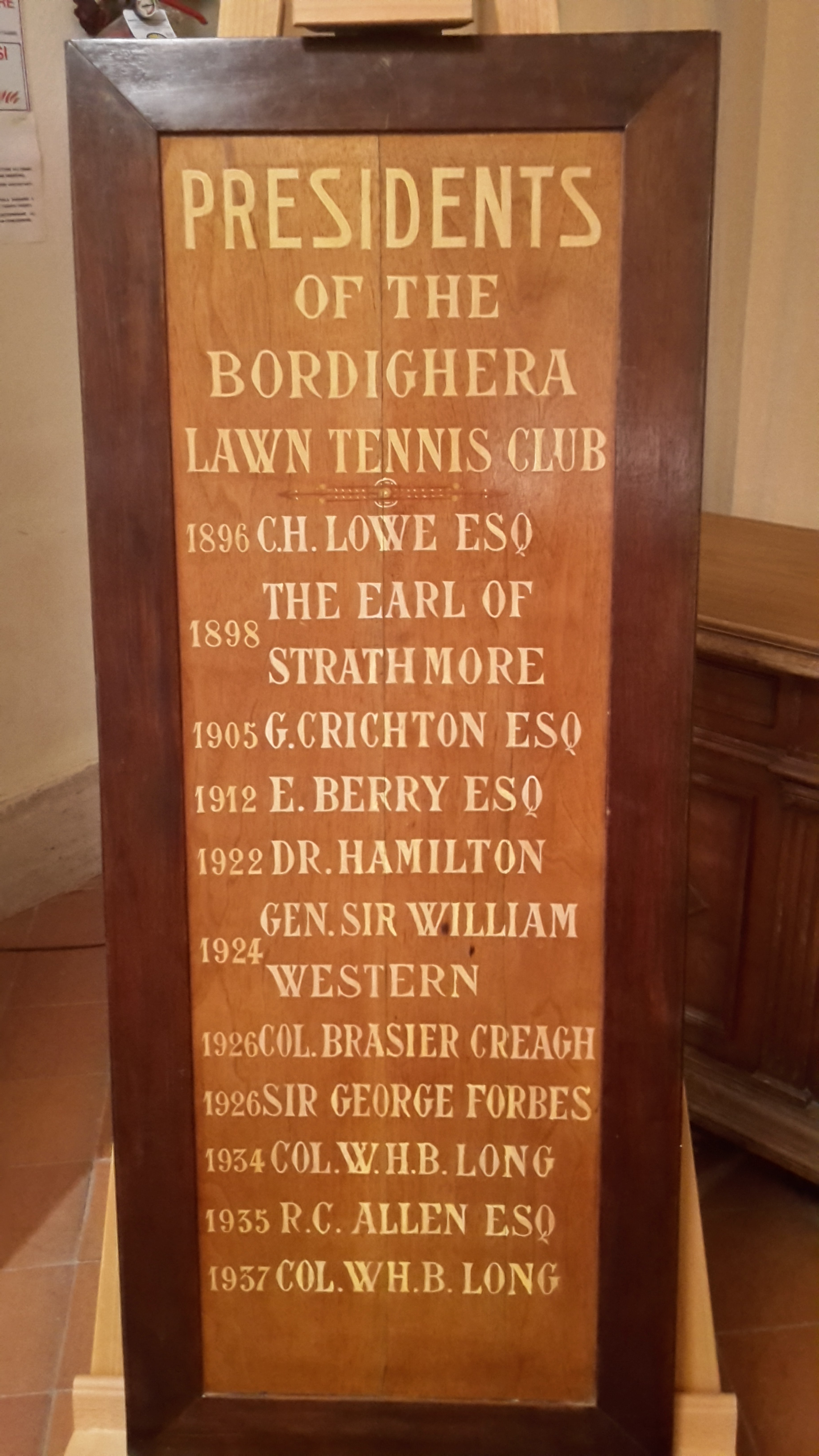
Placca in legno con l'elenco dei primi presidenti del Lawn Tennis Club di Bordighera